# Деркач Ігор Андрійович
І́гор Андрі́йович Дерка́ч — солдат Збройних сил України, учасник російсько-української війни.

## З життєпису
Механік-водій роти загороджень інженерно-саперного батальйону, 703-й інженерний полк.
31 серпня 2014-го внаслідок вибуху міни в зоні бойових дій четверо вояків, серед яких був й Ігор Деркач, зазнали важких поранень, п'ятеро загинули, в тому числі командир інженерно-саперного батальйону Вадим Суский.
Прооперований у Маріуполі, перебував на лікуванні у Дніпропетровському госпіталі, відправлений на лікування до Естонії, де прооперований повторно. В листопаді 2014-го повернувся до Самбора.

## Нагороди
За особисту мужність і героїзм, виявлені у захисті державного суверенітету та територіальної цілісності України, вірність військовій присязі під час російсько-української війни
- нагороджений орденом «За мужність» III ступеня (26.2.2015).